# 第73回ニューヨーク映画批評家協会賞
73rd NYFCC Awards

2007年12月11日
作品賞: 

ノーカントリー
第73回ニューヨーク映画批評家協会賞は、2007年の優秀な映画に贈られた賞である。2007年12月11日に発表された。

## 受賞
- 主演男優賞:
  - ダニエル・デイ＝ルイス - 『ゼア・ウィル・ビー・ブラッド』
- 主演女優賞:
  - ジュリー・クリスティ - 『アウェイ・フロム・ハー君を想う』
- アニメ映画賞:
  - 『ペルセポリス』
- 撮影賞:
  - ロバート・エルスウィット - 『ゼア・ウィル・ビー・ブラッド』
- 監督賞:
  - コーエン兄弟 - 『ノーカントリー』
- ドキュメンタリー映画賞:
  - No End in Sight
- 作品賞:
  - 『ノーカントリー』
- 第一回作品賞:
  - サラ・ポーリー - 『アウェイ・フロム・ハー君を想う』
- 外国語映画賞:
  - 善き人のためのソナタ（ ドイツ）
- 脚本賞:
  - コーエン兄弟 - 『ノーカントリー』
- 助演男優賞:
  - ハビエル・バルデム - 『ノーカントリー』
- 助演女優賞:
  - エイミー・ライアン - 『ゴーン・ベイビー・ゴーン』
- 生涯功績賞：
  - シドニー・ルメット
- 特別批評家賞：
  - チャールズ・バーネット - Killer of Sheep